# John Scott Haldane
John Scott Haldane (ur. 3 maja 1860, zm. 14/15 marca 1936) – szkocki lekarz, wykładowca na uniwersytecie w Glasgow, Oksfordzie i Birmingham. Laureat Medalu Copleya.

## Życiorys
Studiował na uniwersytecie w Edynburgu i Jenie, gdzie otrzymał tytuł magistra, był także doktorem prawa i medycyny. Był prezydentem i członkiem wielu organizacji naukowych. 
Uważany był za międzynarodowy autorytet w sprawach eteru i oddychania, był wynalazcą maski przeciwgazowej w czasie I wojny światowej. Zaprojektował i skonstruował pierwszą komorę dekompresyjną.
W swoich poglądach filozoficznych skłaniał się ku holizmowi.